# Jean Chastel

Relief von Jean Chastel auf einer Stele im Dorf La Besseyre-Saint-Mary

Jean Chastel (* 31. März 1708 in La Besseyre-Saint-Mary, Frankreich; † 6. März 1789 ebenda) war ein französischer Gastwirt und Tagelöhner. Er erschoss 1767 einen Wolf, der die Bestie des Gévaudan gewesen sein soll. Chastel wuchs als Sohn eines Bauern auf; 1735 heiratete er Anne Charbonnier, mit der er neun Kinder hatte: fünf Töchter und vier Söhne. Chastels Übername de la masque soll „einen sinisteren Zug“ andeuten.

## Jagd auf die „Bestie“

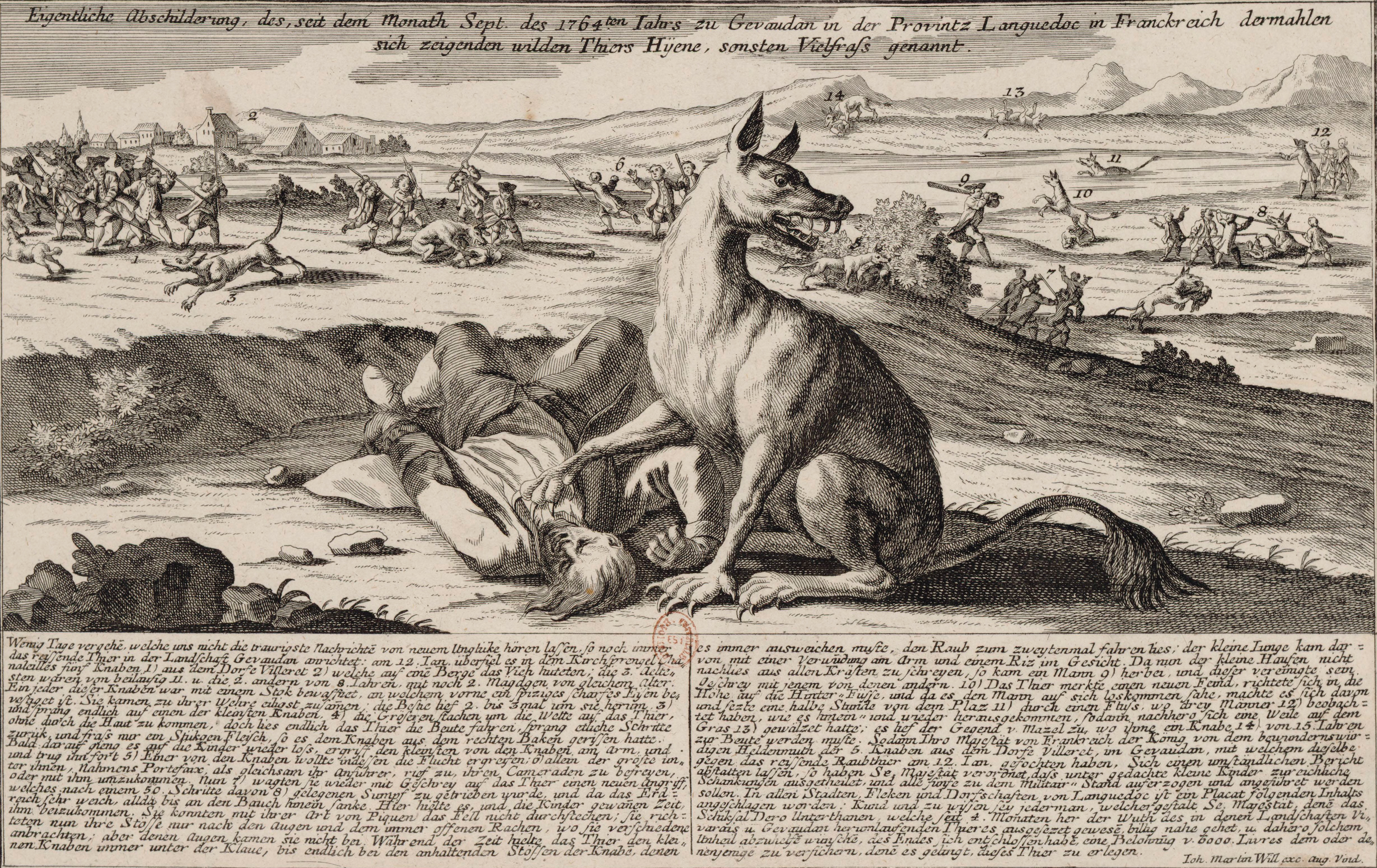
Eine der vielen Interpretationen vom Aussehen der „Bestie“

Von 1764 bis 1767 tötete die so genannte Bestie des Gévaudan in Frankreich etwa einhundert Menschen. Der Marquis d’Apcher veranstaltete Jagden auf die Bestie, an denen Chastel teilnahm. Am 19. Juni 1767 erlegte dieser einen Wolf, der laut Marin-Bericht seltsame Körpermerkmale gehabt haben soll. Da die Angriffe anschließend aufhörten, glaubte man, Chastel habe tatsächlich die Bestie getötet. Gerüchte, wonach Jean Chastel oder sein Sohn Antoine die Bestie aus einem Wolf und einem Hund gezüchtet und zum Töten abgerichtet haben sollten, spielen in der heutigen historischen Forschung keine Rolle. Abbé Pourcher schrieb 1889 in seinem Buch über die Bestie des Gévaudan, Chastel habe das unzureichend konservierte Tier zu König Ludwig XV. nach Versailles transportiert, doch der König habe angeordnet, den verwesenden Kadaver umgehend zu vergraben. Der Geschichtsprofessor Smith verweist diese Version allerdings ins Reich der Fabel. Über ein anderes Szenario berichtete Gibert, ein Angestellter des Marquis d’Apcher: Er sei im Auftrag des Marquis im August 1767 mit dem Kadaver nach Paris geschickt worden, wo der berühmte Naturforscher Comte de Buffon zu dem Schluss gekommen sei, das Tier sei „nur ein großer Wolf“.

## Konflikt mit königlichen Jagdaufsehern
Jean Chastel und seine Söhne Pierre (1739–1823) und Antoine (1745–1823) waren am 16. August 1765 in eine bewaffnete Auseinandersetzung mit zwei königlich vereidigten Jagdaufsehern verstrickt. Diese Aufseher, Louis Pélissier und François La Chenaye, waren mit François Antoine zur Bestienjagd ins Gévaudan gereist. Pélissier und La Chenaye begegneten an einem Waldrand bei Montchauvet den drei ortskundigen Chastels und fragten sie, ob man das vor ihnen liegende Sumpfgebiet gefahrlos durchreiten könne. Obwohl die Chastels um die Gefahren des Sumpfes wussten, erklärten sie, getrieben wohl durch ihre Abneigung gegen Ortsfremde, man könne dort unbedenklich hindurchreiten. Als Pélissier und sein Pferd beinahe im Sumpf versanken, quittierten die Chastels dies mit Gelächter, statt zu helfen. In einem darauffolgenden Handgemenge richteten die Chastels ihre Waffen auf Pélissier. François Antoine wurde später über den Vorfall informiert und ließ die Chastels verhaften. Da er die Rache der berüchtigten Familie fürchtete, bat er den Intendanten Saint-Priest, dem die Verwaltung der Provinz Languedoc oblag (zu dieser Provinz gehörte das Gévaudan), die Verhafteten erst mehrere Tage nach seiner Abreise aus dem Gévaudan freizulassen.

## Literarische und filmische Verarbeitung
Der deutsche Schriftsteller Markus Heitz veröffentlichte 2006 einen zweiteiligen Roman über die Bestie des Gévaudan, indem er die Geschichte von Jean Chastel anhand von historischen Fakten und reiner Fiktion nacherzählte.
- Markus Heitz: Ritus. Droemer Knaur, 2006. ISBN 3-426-63130-X
- Markus Heitz: Sanctum. Droemer Knaur, 2006. ISBN 3-426-63131-8

In dem 2001 erschienenen Film Pakt der Wölfe von Christophe Gans wurde Jean Chastel von Philippe Nahon verkörpert, 2003 übernahm Jean-François Stévenin die Rolle Chastels in dem Fernsehfilm Die Bestie der alten Berge von Patrick Volson.